# Cantó de Saint-Georges-sur-Loire
El cantó de Saint-Georges-sur-Loire és una antiga divisió administrativa francesa del departament de Maine i Loira, situat al districte d'Angers. Té 10 municipis i el cap es Saint-Georges-sur-Loire. Va desaparèixer el 2015.

## Municipis
- Béhuard
- Champtocé-sur-Loire
- Ingrandes
- La Possonnière
- Saint-Georges-sur-Loire
- Saint-Germain-des-Prés
- Saint-Jean-de-Linières
- Saint-Léger-des-Bois
- Saint-Martin-du-Fouilloux
- Savennières

## Història
| Data d'elecció                           | Identitat         | Partit                     | Qualitat |
| ---------------------------------------- | ----------------- | -------------------------- | -------- |
| 1945-1967                                | Émile Bournier    | Divers droite, després UNR |          |
| 1967-1979                                | Bernard Guitton   | Divers droite              |          |
| 1979-1985                                | Philippe Etcharry | Divers droite              |          |
| 1985-1998                                | Jean Saint-Bris   | RPR                        |          |
| 1998-2011                                | Rémy Martin       | Divers gauche              |          |
| 2011-2015                                | Jean-Marie Gaudin | Divers droite              |          |
| les dades anteriors no són pas conegudes |                   |                            |          |
|                                          |                   |                            |          |

## Demografia
| A partir de 1990: Població sense dobles comptes |